# Peder Nedergaard Nielsen
Peder Nedergaard Nielsen (født 16. oktober 1964) er dansk advokat, erhvervsleder og tidligere underdirektør hos DSB.
Han modtog i 1994 beskikkelse som advokat og blev samme år ansat hos Kommunedata I/S, nu KMD. Her blev han i 1995 udnævnt til chefjurist.
Efter at have medvirket ved etableringen af Kvalitetsinstituttet for Servicesektoren blev han i 1997 ansat i TDC, hvor han i 2000 blev udnævnt til afdelingschef med ansvar for internationale og finansielle juridiske forhold, i hvilken egenskab han var juridisk projektleder på den tids største opkøb, da TDC købte TDC Switzerland (Sunrise). I 2002 blev han en del af TDC's team af dealmakere i TDC Mergers and Acquisition og forestod blandt andet salget af TDC's satellitaktiviteter.
Denne position bestred han indtil DSB i 2004 hentede ham til at lede sammenlægningen og internationaliseringen af DSB's juridiske afdeling. I denne periode var han tillige rådgiver for ledelsen om de særlige juridiske aspekter ved DSB's IC4 kontrakt. I 2007 fik Peder Nedergaard Nielsen ansvaret for Sekretariat og Jura og var omdrejningspunktet for kontakten mellem DSB og Transportministeriet. I samme periode etablerede han afdelingen for international politik ligesom der blev sat fokus på DSB's interessenthåndtering, herunder etablerede han DSB's kundeambassadørfunktion.
Den 3. september 2009 blev han udnævnt til Ridder af Dannebrog.
Efter afskedigelsen i marts 2011 af DSB's administrerende direktør Søren Eriksen og efter yderligere fire direktørskift, blev Peder Nedergaard Nielsen i januar 2013 suspenderet i kølvandet på DR1’s historie om DSB's samarbejde med public affairs bureauet Waterfront Communications.
Peder Nedergaard Nielsen blev efterfølgende afskediget fra DSB og fratrådte selskabet med udgangen af november 2013.